# یواس‌اس اسپارو دوم (اس‌پی-۳۲۳۱)
یواس‌اس اسپارو دوم (اس‌پی-۳۲۳۱) (به انگلیسی: USS Sparrow II (SP-3231)) یک کشتی بود که طول آن ۵۱ فوت ۰ اینچ (۱۵٫۵۴ متر) بود. این کشتی  در سال ۱۹۱۵ ساخته شد.